# Свинцовые руды

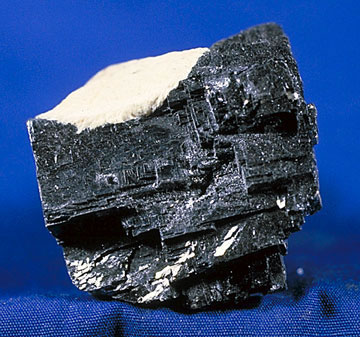
Галенит, основная руда свинца

Свинцовые руды — руды, служащие сырьём для промышленного извлечения свинца. Как правило, являются составной частью полиметаллических руд, реже — образуют самостоятельные залежи.

## Минералы свинца, имеющие промышленное значение
Самородный свинец в природе не встречается. В природе он находится в связанном (сульфиды, карбонаты, сульфаты, хлориды, хромиты, молибдениты и др.) состоянии, образуя чаще всего полиметаллические агломераты.
В природе известно более 180 минералов свинца. Основные — галенит (свинцовый блеск) PbS, а также продукты его разрушения и выветривания — вторичные минералы церуссит («белая свинцовая руда») PbCO3 и англезит (свинцовый купорос) PbSO4; реже встречаются пироморфит («зелёная свинцовая руда»)  PbCl2·3Pb3(PO4)2, миметит PbCl2·3Pb3(AsO4)2, крокоит («красная свинцовая руда») PbCrO4, вульфенит («желтая свинцовая руда») PbMoO4 и штольцит PbWO4. В свинцовых рудах часто находятся также другие металлы — медь, цинк, кадмий, серебро, золото, висмут и т. д. В месте залегания свинцовых руд этим элементом обогащена почва (до 1% Pb), растения и воды.

## Переработка руд свинца на металл
Наиболее распространённой рудой свинца является галенит. После измельчения руды, её обогащают флотацией, в результате большая часть лёгких пород удаляется, доля свинца в концентрате растёт. Концентрат подвергают обжигу, в результате чего улетучивается диоксид серы, углекислота, металлы переходят в окисленный вид. Восстановление проводят углеродом либо монооксидом углерода, металлы-спутники свинца остаются в шламе и подвергаются дальнейшей переработке. Двуокись серы SO2 улавливают, и в результате окисления до триоксида серы SO3, получают серную кислоту.
Основным спутником свинца в рудах является цинк, но и другие металлы представляют ценность для извлечения. Добыча и переработка свинцовых руд является вредной, так как возможно поступление и накопление в организм свинца. В тяжёлых случаях, может наступить свинцовый паралич.

## Распространение руд свинца, запасы по странам
Наиболее известные месторождения свинцовых руд находятся в США, Австралии, Канаде, Перу и Мексике.